# Dierk Henning Schnitzler
Dierk Henning Schnitzler  (* 16. Juni 1937 in Remscheid) ist ein deutscher Jurist sowie Polizist im Ruhestand. Er war von 1986 bis 1993 Polizeipräsident der Wasserschutzpolizei Nordrhein-Westfalen und von 1994 bis 2002 Polizeipräsident in Bonn.

## Leben
Dierk Henning Schnitzler wuchs überwiegend im Rheinland auf, mit einigen längeren, kriegsbedingten Zwischenaufenthalten während des Zweiten Weltkriegs in Hessen. Sein Vater war der Jurist und Polizeibeamte Heinrich Schnitzler (1901–1962). Er machte sein Abitur in Neuß und studierte anschließend Rechtswissenschaften an den Universitäten in Freiburg, Bonn und München. 1963 legte Schnitzler in München sein Erstes juristisches Staatsexamen ab und ging dann nach Düsseldorf, wo er sein Referendariat absolvierte und 1967 das Zweite juristische Staatsexamen ablegte. Danach war Schnitzler ab 1968 bis zum Erreichen des Ruhestandsalters 2002 im öffentlichen Dienst des Landes Nordrhein-Westfalen (NRW) tätig.
Er ist Mitglied der CDU sowie korrespondierendes Mitglied des Vereins für europäische Binnenschifffahrt und Wasserstraßen e. V. Schnitzler schreibt im Ruhestand literarische Texte. Er ist Mitglied der Kreativen Schreibwerkstatt Bonn und veröffentlichte bislang in einer von der Schreibwerkstatt herausgegebenen, 2006 in zweiter Auflage erschienenen Anthologie mehrere Erzählungen. Zusammen mit seinem Bruder Klaus Michael Schnitzler gab er 2014 das Tagebuch deren Vaters, Heinrich Schnitzler, über dessen Erlebnisse als Kriegsgefangener (engl. ‚Prisoner of War‘) im Jahr 1945 heraus.
Dierk Henning Schnitzler lebt in Bonn. Er war seit 1970 verheiratet, ist inzwischen verwitwet und hat einen erwachsenen Sohn.

## Berufliche Laufbahn
Nach Ablegung seines Zweiten Staatsexamens trat Schnitzler 1968 in den nordrhein-westfälischen Landesdienst ein und wurde zunächst als Verwaltungsjurist tätig. Anfangs arbeitete er bei der Bezirksregierung Münster, wo er von 1968 bis 1969 eine Dezernentenstelle innehatte. Von 1970 bis 1976 war er als Dezernent bei der Bezirksregierung Düsseldorf tätig. 1977 wurde er stellvertretender Polizeipräsident in Mönchengladbach. 1978 wechselte er in das nordrhein-westfälische Innenministerium und übernahm dort eine Referentenstelle, die er bis 1986 innehatte. Von 1986 bis 1993 amtierte Schnitzler als Polizeipräsident der Wasserschutzpolizei NRW.

### Polizeipräsident in Bonn
Ende 1993 wurde Schnitzler vom damaligen NRW-Innenminister Herbert Schnoor (SPD) zum Polizeipräsidenten in Bonn ernannt. Er wurde Anfang 1994 Nachfolger von Michael Kniesel. Als Leiter des Polizeipräsidiums Bonn war Schnitzler für die kreisfreie Stadt Bonn sowie für die Städte und Gemeinden Bornheim, Rheinbach, Meckenheim, Königswinter, Bad Honnef, Swisttal, Alfter und Wachtberg aus dem Rhein-Sieg-Kreis zuständig. In seinem Zuständigkeitsbereich waren anfangs 2.300 und zuletzt 1.600 Beamte für die Sicherheit von etwa 540.000 Menschen tätig.

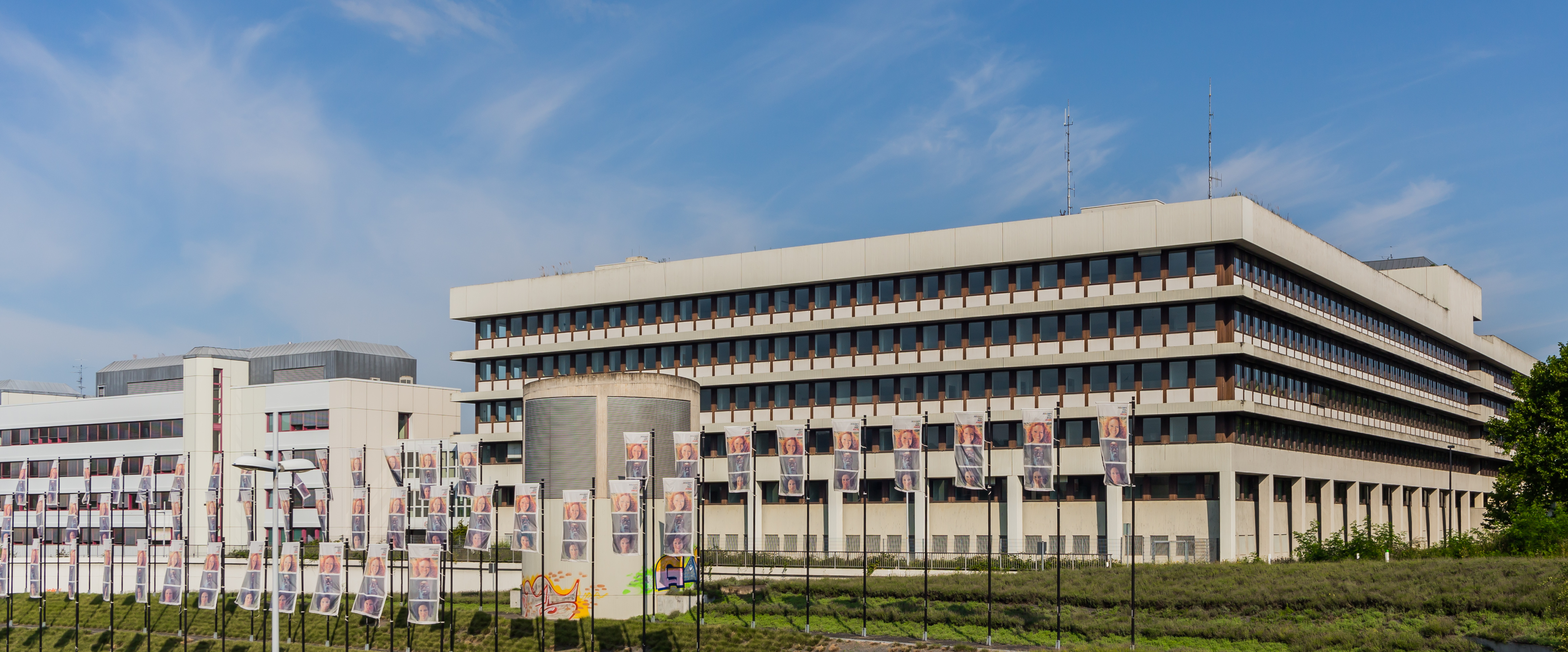
Das Landesbehördenhaus in Bonn-Gronau – neben weiteren Landesbehörden von 1974 bis 2006 Sitz des Polizeipräsidiums Bonn (Foto von 2014)

Er agierte aus dem 1974 errichteten Landesbehördenhaus im Bundesviertel im Bonner Ortsteil Gronau, das seither Sitz des Polizeipräsidiums Bonn war. In dem monumentalen Sichtbetonbau waren noch weitere nordrhein-westfälische Landesbehörden untergebracht. Da Bonn bis 1999 Regierungssitz war, bestand innerhalb des Polizeipräsidiums Bonn bis Oktober 2000 auch die Einheit „Personen- und Objektschutz“ (POS), die seinerzeit mit etwa 700 Beamten die größte Polizeidienststelle in Nordrhein-Westfalen war. Nach deren Auflösung und dem weiteren allgemeinen Personalabbau blieb der Sitz im Landesbehördenhaus zunächst noch bestehen, bis das Polizeipräsidium 2006 – vier Jahre nach Schnitzlers Amtszeit – in ein neuerrichtetes Gebäude im rechtsrheinischen Ortsteil Ramersdorf umzog.
Es oblag Schnitzler, die Bonner Polizei an die veränderten Sicherheitsbedürfnisse nach dem Wegzug von Regierung und Parlament von Bonn nach Berlin anzupassen. Nach der Wiedervereinigung und dem Bonn/Berlin-Beschluss des deutschen Bundestages von 1991 wurden 1999/2000 der Parlaments- und Regierungssitz in die neue Bundeshauptstadt Berlin und im Gegenzug zahlreiche Bundesbehörden nach Bonn verlegt. Gemäß dem Berlin/Bonn-Gesetz haben seitdem in der Bundesstadt Bonn verschiedene Bundesbehörden wie der Bundespräsident, der Bundeskanzler und der Bundesrat einen zweiten Dienstsitz, sechs Bundesministerien ihren ersten Dienstsitz und die anderen acht einen Zweitsitz. Zudem blieben bzw. wurden unter anderem 19 Organisationen der Vereinten Nationen (UN) in Bonn ansässig. Schnitzler organisierte die Bonner Polizei von einer „hauptstädtischen Behörde zu einer normalen Kreispolizeibehörde“ um und baute dementsprechend Personal ab.
Weitere Schwerpunkte seiner Amtsführung in Bonn waren – neben den verbliebenen Schutzaufgaben für Politiker, die teils noch ansässigen Botschaften und gelegentliche Staatsgäste – unter anderem die Bekämpfung der Drogenkriminalität sowie Präventionsmaßnahmen in verschiedenen Bereichen. Schnitzler unterstützte den Modellversuch der kontrollierten Heroinabgabe an Schwerstabhängige, an dem die Stadt Bonn teilnahm, engagierte sich für „vorbeugendes Handeln gegen eine steigende Brutalität vor allem unter Jugendlichen und gegenüber alten Leuten“ und setzte sich für eine „gute Sozialpolitik“ ein. In seine Amtszeit fiel aber auch der Skandal von 1998 um die bewaffnete Flucht des Schwerverbrechers und Polizei-V-Mannes Mehmet K. aus einem Streifenwagen während eines Transportes aus der Haft zu einem Verhör. Die Umstände einer erfolglosen Großfahndung sowie des Verschwindens von Beweismitteln und die Frage nach der Beschaffung der Waffe erregten bundesweites Aufsehen und weckten damals den „dringenden Verdacht einer Kumpanei zwischen Polizisten und einem Kriminellen“. Letztlich wurde die Angelegenheit nie aufgeklärt.
Schnitzler ging Ende Juni 2002 in den Ruhestand; sein Nachfolger wurde Wolfgang Albers.

## Veröffentlichungen
- Dierk Henning Schnitzler u. a.: [Verschiedene Erzählungen]. In: Kreative Schreibwerkstatt Bonn unter der Leitung von Monika J. Mannel (Hrsg.): Immer raus mit der Sprache. Erzählungen. 2. Auflage. Geest-Verlag, Vechta-Langförden 2006, ISBN 3-937844-80-5 (Anthologie mit verschiedenen Erzählungen von mehreren Mitgliedern der Kreativen Schreibwerkstatt Bonn).
- Heinrich Schnitzler (Tagebuch-Verf.); Dierk Henning Schnitzler u. Klaus Michael Schnitzler (Hrsg.): Prisoner of War Nr. 3404933. Tagebuch 31. März 1945 – 22. September 1945. BoD, Norderstedt 2014, ISBN 978-3-7347-3710-7 (Druckausgabe on Demand und/oder E-Book im PDF-Format); 2015 auch erschienen als E-Book im Format epub: BoD, Norderstedt 2015, ISBN 978-3-7386-6842-1.